# آتلانتیس ۱۱۹۸
سیارک ۱۱۹۸ (به انگلیسی: 1198 Atlantis، نامگذاری:1931RA) هزار و صد و نود و هشتمین سیارک کشف شده‌است که در ۷ سپتامبر ۱۹۳۱ و در هایدلبرگ کشف شد.
قدر مطلق سیارک برابر ۱۴٫۶۰ است.